# Diazonidae
Diazonidae zijn een familie van zakpijpen (Ascidiacea) uit de orde van de Aplousobranchia.

## Geslachten
- Diazona Savigny, 1816
- Pseudodiazona Millar, 1963
- Pseudorhopalaea Millar, 1975
- Rhopalaea Philippi, 1843
- Tylobranchion Herdman, 1886